# Pacific Paradise
Pour les articles homonymes, voir Paradise.
Pacific Paradise est une banlieue de Maroochydore dans la région de Sunshine Coast,  en Australie. Lors du recensement de 2016, Pacific Paradise comptait 2 190 habitants.